# GQ Волопаса
GQ Волопаса (лат. GQ Boötis) — двойная затменная переменная звезда типа W Большой Медведицы (EW) в созвездии Волопаса на расстоянии приблизительно 2062 световых лет (около 632 парсеков) от Солнца. Видимая звёздная величина звезды — от +13,3m до +12,8m. Орбитальный период — около 0,3846 суток (9,2313 часа).

## Характеристики
Первый компонент — жёлтый карлик спектрального класса G8. Масса — около 0,52 солнечной, радиус — около 0,85 солнечного. Эффективная температура — около 6129 K*.
Второй компонент — жёлтый карлик спектрального класса G. Масса — около 1,01 солнечной, радиус — около 1,15 солнечного. Эффективная температура — около 5793 K*.